# Mohamed Hendouf
Mohamed Hendouf, né le  15 juin 1990 à Berkane, est un kick-boxeur belgo-marocain de poids plumes.

## Biographie

### Enfance
Né à Berkane au Maroc, il grandit à Bruxelles dans la commune de Schaerbeek. Il débute le kickboxing à l'âge de 19 ans et est inscrit dans la salle d'entraînement Queensbury Gym entraîné par Samir Mahjoubi.

### Début de carrière
Hendouf débute le kickboxing à l'âge de vingt ans et devient professionnel seulement deux ans plus tard, en 2013, en remportant son premier combat sur un KO. Son premier grand succès a lieu en avril 2015 lorsqu'il remporte le Partouche Kickboxing tournament en battant Christophe Pruvost en finale.
En février 2019, il signe trois victoires lors du tournoi WFL. Il bat ainsi Mohamed Soumah, Youness Smaili et Wail Karoumi.
En octobre 2019, Hendouf signe un contrat de deux ans dans l'organisation Glory et décide de combattre sous le drapeau du Maroc.
Le 4 septembre 2021, il remporte son combat face au Brésilien Manuel Robson au troisième round grâce à un KO technique.

## Palmarès
- 2015 : Champion du Partouche Kickboxing Tournament
- 2018 : Chalmpion du TKR Tournament
- 2019 : Champion du monde Fighting League -70 kg